# Aleurocanthus ayyari
Aleurocanthus ayyari es un hemíptero de la familia Aleyrodidae, subfamilia Aleyrodinae. Fue descrita científicamente en 1993 por Regu & David.